# Distretto di Ishikari
Il distretto di Ishikari (石狩郡?) è l'unico distretto della Sottoprefettura di Ishikari, Hokkaidō, in Giappone.
Situato nel nord del paese, attualmente comprende i comuni di Shinshinotsu e Tōbetsu.